# Royalton
Le Royalton est un hôtel situé à Midtown Manhattan, sur la 44e rue, côté ouest, dans le centre de New York. 
Il a ouvert en 1898 mais l'intérieur a connu depuis plusieurs transformations.
En 1988, il est entièrement rénové par le designer français Philippe Starck, puis, en 2007, il est à nouveau entièrement rénové par Charlotte Macaux Perelman.

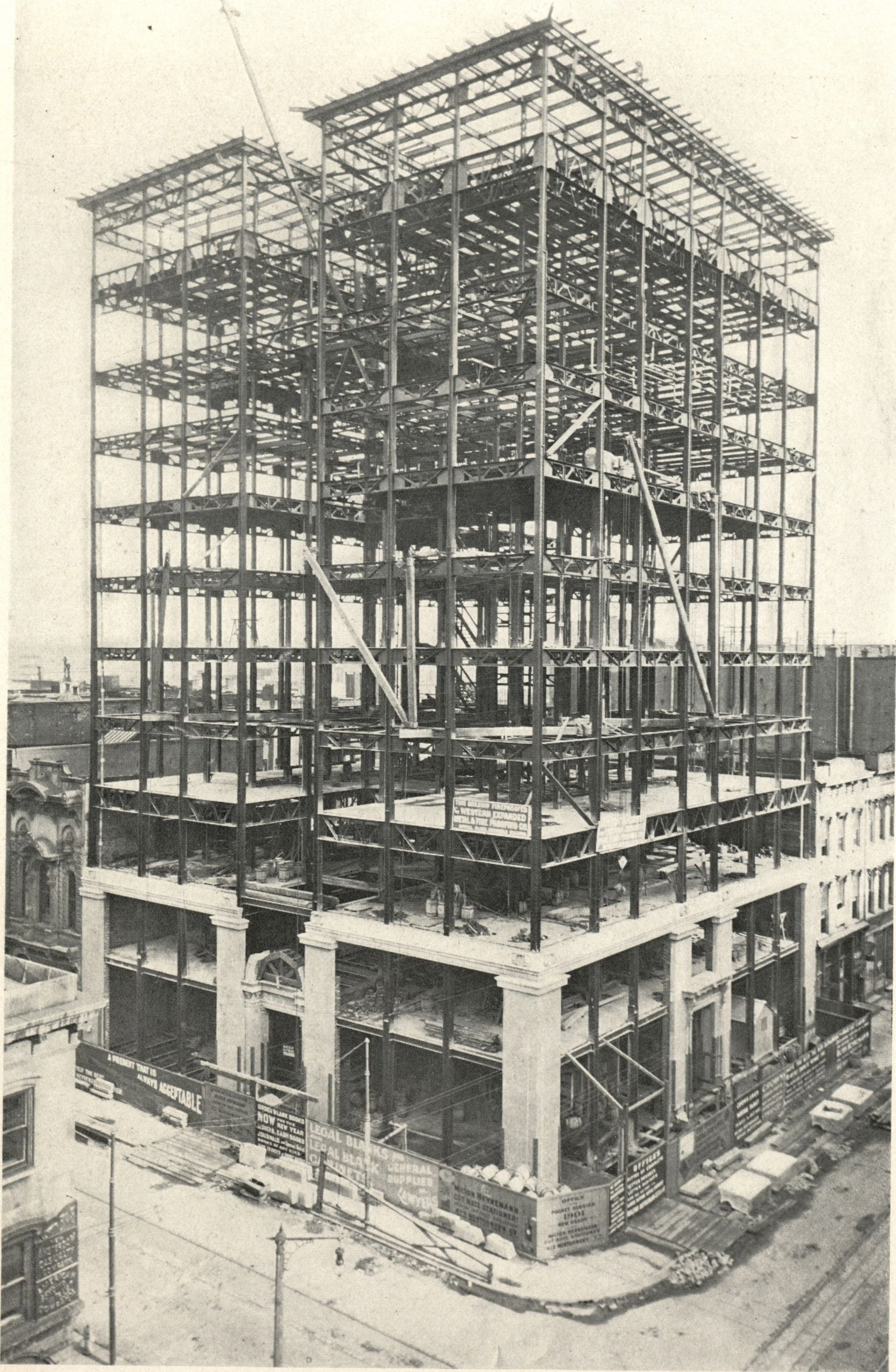
Hôtel royalton en construction